# Blu Hydrangea
Joshua Cargill, plus connu sous le nom de scène Blu Hydrangea, est une drag queen nord-irlandaise principalement connue pour sa participation à la première saison de RuPaul's Drag Race UK et à la première saison de RuPaul's Drag Race: UK Versus the World.

## Jeunesse
Joshua Cargill naît le 15 février 1996 à Belfast, dans le comté d'Antrim, en Irlande du Nord, et grandit à Royal Hillsborough,.

## Carrière
Blu Hydrangea dit à propos du choix de son nom de scène :
Mon nom de scène vient d'un arbuste d'hortensias bleus qui était planté dans mon jardin. Ma grand-mère me disait que pour qu'il soit aussi bleu et beau, il fallait le planter avec un clou rouillé. J'adore cette histoire car elle me rappelle un peu la mienne : quelqu'un avec peu de confiance en soi qui devient un être si glamour et coloré.
Le 21 août 2019, Blu Hydrangea est annoncée comme l'une des dix candidates de la première saison de RuPaul's Drag Race UK, où elle se place cinquième.
Elle fonde le groupe de musique Frock Destroyers avec les drag queens Baga Chipz et Divina De Campo.
Le 17 janvier 2022, Blu Hydrangea est annoncée comme l'une des neuf candidates de la première saison de RuPaul's Drag Race: UK Versus the World, qu'elle remporte,.

## Vie privée
Joshua Cargill annonce sa non-binarité dans une interview en mars 2022.

## Filmographie

### Télévision
| Année | Titre                                   | Rôle      | Notes                             | Ref.   |
| ----- | --------------------------------------- | --------- | --------------------------------- | ------ |
| 2019  | RuPaul's Drag Race UK                   | Elle-même | Saison 1, 6 épisodes — 5ème place | [ 1 ]  |
| 2021  | Stitch, Please!                         | Elle-même | Présentatrice                     | [ 9 ]  |
| 2021  | Be Here, Be Queer                       | Elle-même |                                   | [ 10 ] |
| 2022  | RuPaul's Drag Race: UK Versus the World | Elle-même | Saison 1, 6 épisodes — Gagnante   | [ 2 ]  |

### Web-séries
| Année | Titre                | Rôle      | Notes                       | Ref.   |
| ----- | -------------------- | --------- | --------------------------- | ------ |
| 2020  | God Shave the Queens | Elle-même | Produit par World of Wonder | [ 11 ] |
| 2020  | Strictly Frocked Up  | Elle-même | Produit par BBC iPlayer     | [ 12 ] |

### Clips vidéos
| Année | Titre               | Artiste                                                   | Ref.   |
| ----- | ------------------- | --------------------------------------------------------- | ------ |
| 2020  | Always (Drag Stars) | George Michael, Mary J. Blige, Waze & Odyssey, Tommy Theo | [ 13 ] |
| 2020  | "Her Majesty"       | Frock Destroyers                                          | [ 14 ] |
| 2021  | "My House"          | Jodie Harsh                                               | [ 15 ] |

## Discographie

### Albums studio
| Titre      | Détails                                                                     |
| ---------- | --------------------------------------------------------------------------- |
| Frock4Life | - Date de sortie : 11 décembre 2020 - Label : PEG - Format : téléchargement |

### Singles
| Année | Titre                                     | Artiste                                                              | Album      |
| ----- | ----------------------------------------- | -------------------------------------------------------------------- | ---------- |
| 2019  | "Break Up (Bye Bye")                      | Frock Destroyers                                                     | Frock4Life |
| 2020  | "Her Majesty"                             | Frock Destroyers                                                     | Frock4Life |
| 2020  | "Big Ben"                                 | Frock Destroyers                                                     | Frock4Life |
| 2021  | "UK Hun?"                                 | Frock Destroyers ft. Lawrence Chaney                                 | —          |
| 2022  | "Living My Life in London (Cast Version)" | RuPaul ft. The Cast of RuPaul's Drag Race UK vs. the World, Season 1 | —          |
| 2022  | "Champion (Ru x Blu)"                     | RuPaul ft. Blu Hydrangea                                             | —          |